# En quelques featurings...
En quelques featurings è un album di Rival Capone, pubblicato nel 2002.

## Il disco
En quelques featurings contiene diverse collaborazioni con artisti del panorama hip hop italiano, come Esa, Marya, Fabri Fibra, Tormento, La Pina, Assassin e Akhenaton.
Inoltre è presente il brano Smoked Out, una collaborazione tra Fabri Fibra e Tormento. Alcuni anni più tardi, i due rapper si sarebbero scontrati l'un l'altro attraverso i brani L'uomo nel mirino (presente in Mr. Simpatia di Fabri Fibra) e Puzza di fighetta part I & II (Tormento).

## Tracce
1. Trafic international (ft. Esa)
2. Mic Smokin (ft. Assassin, Starflam, Mr. R, Kabal, Lord Mat, Kidmesa & Le Philosophe)
3. Loin... (ft. Akhenaton)
4. European Attack (ft. Gente Guasta, Ebony Price, Torch, Toni L & Souterrain Squad)
5. Play Your Position (ft. Otierre & La Pina)
6. Pessimiste (ft. TLP & Defi-J)
7. Smoked Out (ft. Fabri Fibra, Tormento, Esa, Nesli & Men In Skratch)
8. Un amour de nièce (ft. Rawan Yasmine)
9. Une pensée pour... (ft. Marya)
10. CNN199 (ft. CNN199)
11. Stessa gente (ft. La Pina, Black Attack, Al Tariq, Torch & Toni L)
12. Affaires de famille (ft. Marya)
13. Criminels non négligeables (ft. CNN199 & Lady N)